# Un héros comme tant d'autres
Pour plus de détails, voir Fiche technique et Distribution.
Un héros comme tant d'autres (In Country) est un film américain réalisé par Norman Jewison, sorti en 1989.

## Synopsis
Samantha Hughes n'a jamais connu son père, Dwayne, mort au Viêt Nam quelques jours avant sa naissance. Âgée de 17 ans, elle vient de terminer ses études secondaires et s'interroge sur son avenir. Depuis que sa mère, Irène, a refait sa vie à Lexington, Samantha se morfond dans sa ville natale de Hopewell, à laquelle ne la retiennent plus qu'un épisodique petit ami, Lonnie, et l'oncle Emmett, dont elle partage la maison. Ce dernier est un homme étrange, instable, un ancien du Vietnam qui n'a jamais pu retrouver sa place dans la société. Il vit prisonnier de ses souvenirs et de ses secrets.
Sam s'interroge sur ce passé, dont personne ne veut lui parler. Elle fouille dans les lettres de Dwayne et questionne Emmett sans relâche, le poussant dans ses derniers retranchements.

## Fiche technique
- Titre original : In Country
- Réalisation : Norman Jewison
- Scénario : Frank Pierson et Cynthia Cidre (en) d'après le roman de Bobbie Ann Mason (en)
- Distribution : Warner Bros
- Production : Norman Jewison et Richard Roth
- Producteur exécutif : Charles Mulvehill
- Photographie : Russell Boyd, A.C.S.
- Décors : Jackson Degovia
- Montage : Antony Gibbs (en) et Lou Lombardo
- Costumes : Aggie Guerard Rodgers
- Musique : James Horner
- Distribution : Howard Feuer (en)
- Producteur associé : Michael Jewison
- Genre : Drame, romance et guerre
- Durée : 120 minutes
- Sortie aux  États-Unis le 29 septembre 1989 ; en  France le 14 mars 1990
- Source : VHS

## Distribution
- Bruce Willis (VF : Patrick Poivey) : Emmett Smith
- Emily Lloyd (VF : Karin Viard) : Samantha Hughes
- Joan Allen (VF : Anne Deleuze) : Irène
- Kevin Anderson (en) (VF : Vincent Ropion) : Lonnie
- John Terry (VF : Michel Vigné) : Tom
- Peggy Rea (VF : Nicole Vervil) : Mamaw
- Judith Ivey (VF : Jeanine Forney) : Anita
- Dan Jenkins (VF : Dominique Collignon-Maurin) : Dwayne
- Stephen Tobolowsky (VF : Jean-Jacques Moreau) : Pete
- Jim Beaver (VF : Jean-Paul Tribout) : Earl
- Richard Hamilton (en) (VF : Henri Labussière) : Grampaw
- Heidi Swedberg (VF : Pascale Bouvet) : Dawn
- Ken Jenkins (VF : Claude Rollet) : Jim Holly
- Jonathan Hogan (en) (VF : Jean-Luc Kayser) : Larry
- Patricia Richardson (VF : Martine Meiraeghe) : Cindy